# Mucor guilliermondii
Mucor guilliermondii är en svampart som beskrevs av Nadson & Philippow 1925. Mucor guilliermondii ingår i släktet Mucor och familjen Mucoraceae.   Inga underarter finns listade i Catalogue of Life.